# 夜豆娘魚
夜豆娘魚（學名：Abudefduf taurus）為輻鰭魚綱鱸形目隆頭魚亞目雀鯛科的其中一種，最早由约翰内斯·彼得·米勒和弗朗茨·赫爾曼·特羅施爾於1848年描述。分布於西大西洋美國佛羅里達州南布置加勒比海、東大西洋維德角群島、塞內加爾至安哥拉海域，深度1-5公尺，本魚體呈成橢圓形且側扁，體上部黃褐色,腹面灰白色,體側有5或6條黑橫帶，在胸鰭基底有一個突出的黑色斑點，尾鰭叉形，上下葉圓鈍，背鰭硬棘13枚、背鰭軟條11-12枚、臀鰭硬棘2枚、臀鰭軟條10枚，體長可達25公分，棲息在近海岩礁區 ，以藻類為主食，可做為食用魚及觀賞魚。